# کنوانسیون دامپینگ اسلو
کنوانسیون دامپینگ یا کنوانسیون اسلو میثاقی است برای جلوگیری از آلودگی دریایی به وسیله تخلیه کشتی‌ها و هواپیماها، یک توافقنامه بین‌المللی است که برای کنترل ریختن مواد مضر از کشتی‌ها و هواپیماها به دریا طراحی شده شده‌است. این میثاق در ۱۵ فوریه ۱۹۷۲ در اسلو، نروژ به تصویب رسید و در ۷ آوریل ۱۹۷۴ لازم الاجرا گردید. امضاکنندگان اصلی آن دانمارک، فرانسه، ایسلند، نروژ، پرتغال، اسپانیا و سوئد می‌باشند. اعضای بعدی که به آن پیوستند، شامل بریتانیا (۱۹۷۵)، هلند (۱۹۷۵)، آلمان (۱۹۷۷)، فنلاند (۱۹۷۹)، ایرلند (۱۹۸۲)، و بلژیک (۱۹۸۵) بودند.
منطقه تحت پوشش این معاهده شامل: اقیانوس‌های اطلس و منجمد شمالی از عرض جغرافیایی ۳۶ درجه شمالی، شرق از طول جغرافیایی ۴۲ درجه غربی و غرب از طول جغرافیایی ۵۱ درجه شرقی، به استثنای دریاهای بالتیک و مدیترانه می‌باشد.
این کنوانسیون تخلیه هالوکربن‌ها و سیلیسیم آلی (به استثنای برخی موارد)، جیوه و ترکیبات آن، کادمیوم و ترکیبات کادمیوم، پلاستیک‌های غیرقابل‌ تجزیه و سایر مواد پایدار، که بین طرف‌های متعهد‌شده توافق شده بود و همچنین مواد سرطان‌زا  را ممنوع کرده‌است. تخلیه آرسنیک، سرب، مس، روی و ترکیبات آنها و همچنین سیانیدها، فلوریدها، آفت‌کش‌ها، مواد قیری، مواد مربوطه به ضایعات فلزی و ضایعات پرحجم دیگر را محدود نموده و معطوف به داشتن مجوز کرده‌است.
این کنوانسیون یک بار در دسامبر ۱۹۸۱ اصلاح شد، که اصلاحیه آن در فوریه ۱۹۸۲ لازم الاجرا گردید. کنوانسیون اسلو با کنوانسیون حفاظت از محیط زیست دریایی شمال شرق اقیانوس اطلس «اسپار» در ۲۵ مارس ۱۹۹۸ جایگزین گردید.